# Sfida sotto il sole
Sfida sotto il sole (Nightmare in the Sun) è un film del 1965 diretto da Marc Lawrence.

## Trama
La giovane e bella Marsha Wilson è sposata con Sam, un uomo ricco, geloso e molto più anziano. Ha una relazione con lo sceriffo. Un giorno Marsha va a prendere un bel autostoppista e lo porta al ranch del marito e si innamora di lui. Marsha vuole scappare con l'autostoppista, ma anche lui è sposato e non vuole portarla con sé. Sam torna a casa in preda alla gelosia, scopre cosa è successo e uccide Marsha con un fucile. Lo sceriffo della città escogita un piano per ricattare Sam, promettendo di incastrare l'autostoppista per l'omicidio di Marsha se Sam fornirà un grosso pagamento. L'autostoppista viene catturato e imprigionato, fugge e poi viene ricatturato. A quel punto, un Sam pieno di rimorsi ne ha avuto abbastanza. Uccide lo sceriffo, poi confessa di aver commesso entrambi gli omicidi.